# Farum Sø
Farum Sø ligger nordvest for København i Mølleådalen i Furesø Kommune, men søen var før 2007 delt mellem de gamle Farum og Værløse Kommuner. Søen er den tredjestørste sø i Mølleåens vandløbssystem næst efter Furesø og Bagsværd Sø. Søen har to øer, Svaneholm og Klavs Nars Holm. Sidstnævnte er privatejet og beboet.
Farum Sø er en del af Farum Naturpark, og ejet af Miljøministeriet og Naturstyrelsen og administreret af Københavns Statsskovdistrikt.

## Beskrivelse
Søens vigtigste tilløb er Hestetangså i søens vestlige ende. Afløbet sker i østenden via Fiskebæk, der 500 meter efter løber ud i Furesø. Ved østlig vindretning kan vandet i Fiskebæk løbe den modsatte vej. Vandkvaliteten har været stigende de senere år, men er endnu ikke helt tilfredsstillende, idet den ved sidste kontrol i 1999 ikke kunne leve op til en målsætning om en sommersigtdybde på mindst 2,5 meter i gennemsnit og en fosforkoncentration på ikke over 0,075 mg pr. liter som gennemsnit over hele året.
Søen er beskyttet både som EU-fuglebeskyttelsesområde og som EU-habitatområde, og der er forbud mod motorsejlads på den. Søen har et varieret fugleliv, bl.a. ses hvinænder, troldænder og stor skallesluger. I sommerperioden ses rørhøgen, ligesom fiskeørne besøger søen under forårs- og efterårstrækket.
Undslupne mink gør en del skade på fuglebestanden, og deres antal søges begrænset ved opstilling af fælder.

## Selskabslegen
I en selskabsleg sendes en tændt fyrstik fra hånd til hånd. Den, flammen slukker hos, må tilbyde et pant. Legen er kendt som Jack's alive  på engelsk; der Kleine lebt noch på tysk; liten lever än på svensk. I Danmark blev den omkring 1685 kaldt Lad ikke Vorherres fugl dø; i nyere tid er navnet blevet til Fisken i Farum sø. 